# Заозерье (Лядская волость, у д. Котоши)
Заозерье — деревня в Плюсском районе Псковской области России. Входит в состав Лядской волости.
Расположена на северном берегу озера Ужово (Большое), в 56 км к западу от райцентра Плюсса, в 20 км к западу от волостного центра Ляды, в 16 км к западу от деревни Лосицы, в 5 км к западу от деревни Котоши.

## Население
Численность населения деревни на 2000 год составляла 10 человек, по переписи 2002 года — 6 человек.

## История
До 1 января 2006 года деревня входила в состав ныне упразднённой Лосицкой волости.